# Bulgarian Air Charter
Bulgarian Air Charter (Bulgaars: Българиан еър чартър) is een Bulgaarse charterluchtvaartmaatschappij met thuisbasis in Sofia.

## Geschiedenis
Bulgarian Air Charter werd opgericht in 2000. Voor 2004 vloog ze met TU 154M-toestellen; deze zijn werden allemaal vervangen door MD 80-toestellen.

## Vloot
De vloot van Bulgarian Air Charter bestond op 1 mei 2019 uit: (bron: Planspotters)
- 9 McDonnell Douglas MD-82
- 7 Airbus A320-200